# 요시노촌 (후쿠이현 뉴군)
요시노촌(吉野村)은 후쿠이현 뉴군에 있던 촌이다. 이후의 다케후시의 중심부의 북서일대에 해당한다.

## 참고문헌
- 1889년 4월 1일 - 정촌제 시행에 의해 요시노촌이 성립하였다.
- 1950년 1월 1일 - 다케후시에 편입되었다.

## 교통

### 철도
- 후쿠이 철도
  - 후쿠부선

## 참고문헌
- 角川日本地名大辞典 18 福井県